# Belikothanur, Kanakapura
Belikothanur là một làng thuộc tehsil Kanakapura, huyện Ramanagara, bang Karnataka, Ấn Độ.